# Chiesa di San Niccolò a Casale
La chiesa di San Niccolò a Casale si trova nel comune di San Godenzo.
Un diploma del vescovo fiesolano Jacopo il Bavaro, datato 1028, nomina la località Casale ma non la chiesa che comunque deve risalire ad epoca non molto posteriore. La sua antichità è del resto testimoniata dai caratteri romanici dell'impianto, con semplice facciata a capanna ed un'unica navata absidata coperta con capriate a vista. Tracce dell'originale paramento murario in grandi bozze di arenaria sono ancora visibili sul lato sud fino all'altezza di un metro e mezzo.
All'interno gli altari, realizzati in pietra, sono collocati entro due nicchie abbastanza recenti. Quello di destra ospita una scultura contemporanea che rappresenta la Madonna col Bambino.  Di pregio è inoltre un confessionale di legno del XVIII secolo.